# Gustav Kosjek
Gustav svobodný pán Kosjek (Gustav Freiherr von Kosjek) (17. srpna 1838, St. Margarethen, Rakousko – 1. února 1897, Athény) byl rakousko-uherský diplomat, dlouhodobě působil v Osmanské říši, v roce 1880 získal titul barona. Svou diplomatickou dráhu završil v dlouholeté funkci vyslance v Řecku, kde také zemřel.

## Životopis
Byl synem státního úředníka a zemského soudního rady Valentina Kosjeka. Vystudoval Orientální akademii ve Vídni a od roku 1859 působil v diplomatických službách. Začínal v dnešním rumunském Galați, poté řadu let působil v Istanbulu, kde byl původně tlumočníkem a později se vypracoval na pozici velvyslaneckého rady (1877). Mezitím získal Řád železné koruny (1869) a byl povýšen do šlechtického stavu (1870), později obdržel Řád Františka Josefa (1875). V roce 1878 byl delegátem na Berlínském kongresu a v roce 1880 byl povýšen do stavu svobodných pánů. V letech 1881–1883 byl generálním konzulem v Káhiře, následovala funkce vyslance a zplnomocněného ministra v Teheránu (1883–1887). Svou diplomatickou kariéru završil na pozici rakousko-uherského vyslance v Athénách (1887–1897), kde nakonec náhle zemřel. Jeho pohřbu se zúčastnila řecká královská rodina, která ve zveřejněném nekrologu zdůraznila Kosjekovy zásluhy na zlepšení vztahů mezi Řeckem a Rakouskem-Uherskem. Během Kosjekova působení v Řecku byla postavena císařská vila na Korfu, oblíbené sídlo císařovny Alžběty.